# Армянский театр
Театр Армении — наряду с греческим и римским, один из древнейших театров мира европейского типа.

## Древний армянский театр
В 1 тыс. до н. э.,  в эпоху рабовладельческого общества, из культа предков, связанного с воспеванием подвигов героев, с погребальными церемониями, обрядами, посвященными умирающему и воскресающему богу Гисанэ-Ара Прекрасному, возник армянский трагедийный театр «дзайнарку-гусанов» и «вохбергаков». С культом Гисанэ-Ара, с празднованием возвращения весны и вакханалиями в честь богини плодородия «Анахит» также связан древнеармянский комедийный театр, актёрами которого были «катакергаки» и «катака-гусаны». Армянский профессиональный театр возник при армянских эллинистических монархиях из языческой мистериальной трагедии и народной комедии.
По свидетельству греческого историка Плутарха в 69 до н. э. царь Тигран II Великий (95—55 до н. э.) построил в южной столице Великой Армении Тигранакерте здание по типу эллинистических амфитеатров Сирии, где давались представления. Известно также, что сын Тиграна царь Артавазд II  (56—34 до н. э.), автор трагедий, создал в северной столице Армении Арташате (который римляне называли «Карфагеном Армении») театр эллинистического типа. Согласно сведениям исторических источников, здесь выступала труппа во главе с трагиком Язоном, и в частности в 53 до н. э. была разыграна трагедия Еврипида «Вакханки». Начиная с I века до н. э. многочисленные исторические факты подтверждают непрерывность существования многообразного по жанрам и видам армянского профессионального театра. Например в Армавире — столице древней Армении, обнаружены надписи на греческом языке с отрывками из трагедий греческих авторов или, возможно, армянского царя Артавазда II. 
В древнеармянском театре получила развитие пантомима. Со II века известна армянская «вардзак» (актриса-пантомимистка) Назеник. Во II—III веках «дзайнарку-гусаны» и «вохбергу-гусаны» — армянские актёры трагедии исполняли греческие и армянские пьесы, а в середине IV века представления давались при дворе царя Аршака II.

## IV—XV века

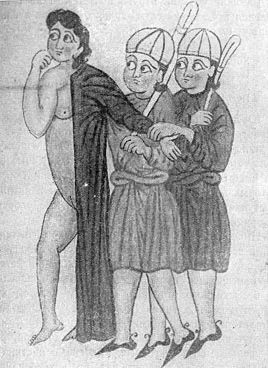
Актриса армянского театра гусанов-мимосов

Начиная с 301 года, после принятия христианства в качестве государственной религи, а также укрепления феодального строя, отмечалась противодействие церкви к театральному искусству. Известны, например, проповеди и речи католикоса Иоанна Мандакуни (V век) направленные против театрального искусства:

...Вы стремитесь попасть в западню его горестную, входя в грязнящие театральные представления, чтобы слышать голос грязи — гнуснейшее орудие обмана ушей, оскверняемых безбожными злокозненными беснованиями гусанов...

Несмотря на это давались представления античной драматургии (произведения Менандра, Еврипида), а также сочинения армянских комедиографов, трагиков и мимографов. По типу античных амфитеатров существовали специальные театральные здания с отдельными  местами для женщин о чём сообщает Иоанн Мандакуни. Именно популярность театральных представлений побудила духовенство вводить театрализованные элементы в церковные обряды. Так, например, из литургической драмы возник христианский мистериальный театр считающегося характерным порождением культуры эпохи феодализма. Анализ трудов армянских ученых-философов VI—VII веков показывает, что театр занимал видное место в армянской общественной жизни времени. Уже в эпоху позднего средневековья известна распространенность театральных представлений в Васпураканском княжестве, в Анийском царстве и в армянском государстве в Киликии. Существует предположение, что на острове Ахтамар также выступали труппы актёров-гусанов и актрис-вардзак. На горельефах стен Ахтамарского храма первой четвери X века изображены маски армянского театра эпохи в двух его разновидностях — бытовой комедии (сходной с драматургией Менандра) а также сатирическом площадном театре «гусанов-мимосов» и «цахрацу». В XII веке образуется армянский театр в королевстве Киликии, который постепенно становится одним из центров армянской культуры. Театральные и цирковые представления становятся важной частью городской жизни в Киликии, о чём рассказывает в своих произведениях местный поэт Григор Марашеци.
К этому же времени относятся первые сохранившееся произведение армянской драматургии: драматическая поэма Ованнеса Ерзнкаци Плуз и мистериальная драма «Адамова книга» Аракела Сюнеци.

## XV—XVIII века

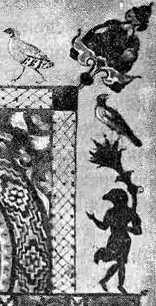
Вардзак в маске птицы. Фрагмент средневековой миниатюры

В конце XIV века, после падения Киликийского царства, армянский народ потерял свою независимость. Сохранились данные о продолжающимся негативном отношении церкви к театру. В частности Маттеос Джугаеци (ок.1350—1411) призывал «не ходить к гусанам, они говорят о делах Хайка и воспитывают дух неповиновения». Иноземное иго отразилось и на искусстве. Ксожалению в XV-ом—XVIII-ом веках в Армении наблюдается процесс постепенного отмирания древнего театрального искусства. Новый армянский театр возникает уже XVII—XVIII столетиях. Французский путешественник Жан Шарден сообщает о постановке комедии в трех действиях, который исполняли армянские гусаны, и который он видел в 1664 году в городской площади Еревана. Новый армянский театр развивается среди армян-эмигрантов. Известны армянские школьные театры (церковные и светские) существовавшие с 1668 года в ряде городах, где существовали армянские колонии (Львов, Венеция, Вена, Константинополь, Мадрас, Калькутта, Тбилиси, Москва, Ростов-на-Дону). Эти театры, будучи классическими о направлению, выражали идеи, порожденные национально-освободительным движением. Сохранилась трагедия «Мученичество святой Рипсимэ» (пролог, эпилог и интермедии на польском яз.), который был поставлен в 1668 в армянской школе Львова.

## Армянский театрXIX века

### Восточная Армения

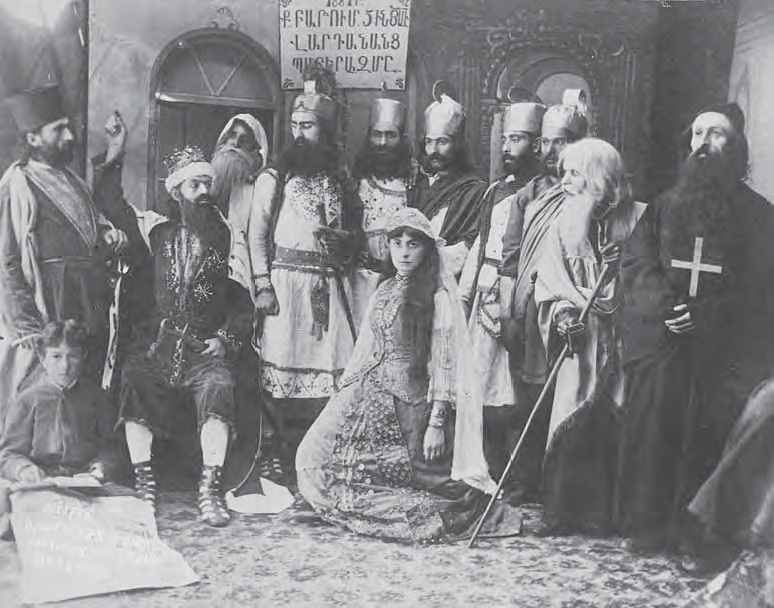
Армянская драматическая картина (1887)

Присоединение Восточной Армении к России в 1827 сыграло ключевую роль в развитии театра нового времени, в частности театрального искусства среди восточного армянства, деятели которого получили возможность более близко знакомиться с русской культурой. Примечательно, что первая постановка произведения А. С. Грибоедова «Горе от ума», на которой присутствовал автор, была осуществлена в Эривани в декабре 1827. Уже в 1820-е были созданы первые армянские любительские школьные спектакли в Тифлисской армянской семинарии А. Аламдаряна и в Карасубазаре (ныне Белогорск). Важным событием было создание в 1836 году Г. Шермазаняном театра в Тифлисе под названием «Шермазанян дарбас», где в 1842 году была поставлена его комедия «Описание некоторых делишек епископа Карапета» критиковавшего духовенство, купечество и чиновников.
В 1859 году выдащийся армянский писатель и демократ М. Налбандян в рецензии на спектакли армянских студентов Москвы (историческая трагедия С. Ванандеци «Аристакес» и бытовая комедия Н. Аладатяна «Пропали мои пятьдесят червонцев»), изложил свои взгляды о роли и значении театрального искусства, что также сало теоретической основой для дальнейшего развития армянского демократического театра.
В 1850—1860-гг. появились бытовые комедии М. Патканяна, Н. Пугиняна,
М. Тер-Григоряна, О. Гургенбекяна и др. драматургов. В 1863 году под руководством Г. Чмшкяна в Тифлисе был создан армянский театр. В 1865 году в Ереване были поставлены первые армянские спектакли, а уже в 1873-ом создан театральный коллектив под руководством драматурга, актёра и режиссёра Э. Тер-Григоряна.

### Западная Армения

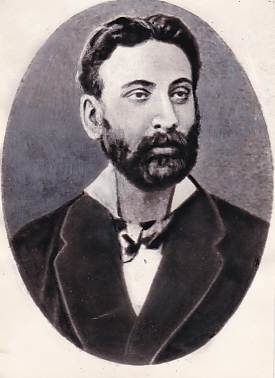
Акоп Вардовян

Уже в 1810 году в Константинополе, считавшегося центром духовной культуры западных армян (живших или происходящих из Западной Армении), были поставлены первые армянские спектакли под руководством М. Бжишкяна. Важное историческое значение имел театр «Арамян татрон» О. Гаспаряна, который существовал в течение 1846—1866-гг., сохраняя также традиции древнеармянского театра. В то же время в 1850-гг. в Константинополе действовали также армянские любительские труппы. Поэт-драматург М. Пешикташлян в 1856 году основал армянский национальный театр. Не менее важным событием становится выход в 1857 году театрального журнала «Музы Арарата». Творчеством М. Пешикташлян, С. Экимян, П. Дуряна, Т. Терзяна развивалось и западноармянская драматургия.
В 1860-е любительские армянские театральные труппы в Константинополе и в Тифлисе развивались до уровня профессиональных постоянных театров. Важным историческим событием становится основание Акопом Вардовяном театра «Аревелян татрон» («Восточный театр») в 1861 году. В 1869-ом он же организовал в Константинополе «Вардовян татерахумб» (труппа Вардовяна), который действовал до 1877 года — начала русско-турецкой войны. В 1873 году был основан театральный коллектив, которым руководил драматург, актёр и режиссёр Э. Тер-Григорян.
Большой вклад в переходе армянского театра от классицистической манерности и напыщенности исполнения к реализму образов и игры имели Г. Чмшкян, С. Мандинян, М. Амрикян (последний загоревшись идеей основания постоянного армянского театра, ещё в 1863 году, создал вместе с П. Прошяном драматический кружок, оставившего заметный след в истории становления армянской сцены).
Уже с конца 1870-гг. турецкое правительство подвергло гонениям армянские театры в Константинополе. В эти же годы из Константинополя в Закавказье переехали многие крупные армянские актёры, среди них П. Адамян, Сирануйш, Астхик, Рачья Азнив, М. Мнакян и др..

### Закавказье

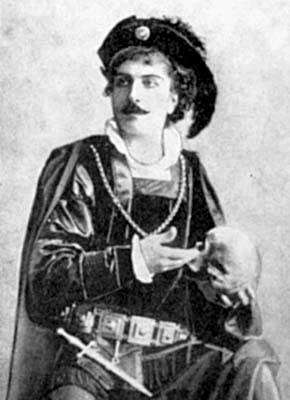
Петрос Адамян в роли Гамлета

Долгое время Тифлис — столица Грузии был культурным центром Закавказья. С ним во многом связаны и театральные традиции армянского народа.
В Тбилиси, начиная с 1824 года, в армянской Нерсесяновской школе ставились спектакли на армянском языке, а в дальнейшем игрались на разных сценах города. И уже в 1856 году был основан профессиональный армянский театр, с профессиональной актёрской труппой, возглавляемой Геворком Чмшкяном. Под его руководством в театре выросло первое поколение актёров: М. Амрикян, А. Сукиасян, А. Мандинян, С. Матинян, К. Арамян, Г. Мирагян, С. Шагинян, Сатеник и др. В этот период с театром сотрудничали драматурги: Н. Алададян, Н. Пугинян, М. Тер-Григорян и, конечно же, основоположник армянской реалистической драматургии Габриел Сундукян. Тбилиси был не только театральным центром тбилисских армянских актёров, он также способствовал появлению талантливых армянских актёров, проживающих в западной Армении: таких как Петрос Адамян, Сирануйш, Азнив Грачя, Д. Турян и многих других.
Помимо Тбилиси, в 1830-х годах армянский театр начал развиваться в Шамахе и Нор-Нахичевани.
В 1870-е годы армянские театры в Константинополе подверглись гонениям со стороны оттоманского правительства. В эти годы из Константинополя в Закавказье переехали многие крупные армянские актёры: П. Адамян, Сирануйш Астхик, Рачья Азнив, М. Мнакян и др.
Выдающаяся роль в развитии театра в 1880-е принадлежит крупнейшему трагику П. Адамяну, выразившему в своем творчестве протест против социального и национального гнета. Адамян создал замечательные реалистические сценические образы в пьесах Сундукяна и в переводном репертуаре насыщенные вдохновенной романтикой.
Дальнейшее развитие театра связано с драматургией А. Пароняна, создавшего яркие сатирические комедии «Дядя Багдасар», «Восточный дантист», «Льстец» и А. Ширванзаде, автора выдающихся реалистических психологических драм «Из-за чести», «Намус», «Злой дух», «На развалинах». Широко вошли в репертуар армянских театров драмы и комедии Э. Тер-Григоряна «Под маской благотворительности», «Жертва угнетения». Романтическими тенденциями проникнуто творчество Мурацана — историческая драма «Рузан».
Реалистические направление в армянском театре утверждали актёры — А. Абелян, Сирануйш, П. Араксян, А. Арутюнян, А. Арменян, А. Вруйр, Г. Аветян, О. Севумян, Г. Петросян, О. Маисурян, Забел, игравшие в Тифлисе, Баку и других городах.
Как отмечает газета «Кавказъ» (1899 г) В Баку, по воскресеньям армянская театральная труппа давал спектакли в общественном собрании. Тбилисская армянская драматическая трупа блистала на сценах города, в том числе и в Театре грузинского дворянства. Так на сцене последней в январе 1898 года прошел бенефис Аркадия Мамиконяна, который в роли богатого помещика Беккера сыграл главную роль в трехактной комедии «Семейная тайна».

## Армянский театр в1900-е-1920-е
В 1905—1907 годах армянский театр пережил большой творческий подъем. Ещё в 1890-е-1900-е в рабочих районах крупных городов (Баку, Тифлис) организуются армянские любительские спектакли. Затем создаются народные театры, в спектаклях которых принимают участие как любители, так и профессионалы.
В Тифлисе были созданы общедоступные театры - Авчальская аудитория (1901), театр Мурашко (1902), Авлабарский театр П. Араксяна (1903), театр Собрания (1903), армянская драматическая секция Народного дома Зубалова (1909).
В Баку при народных домах рабочих окраин существовали армянские драмкружки.Общедоступные спектакли давались армянскими любительскими труппами в Эриване, Александрополе (Гюмри), Батуми, Шуше, Елизаветполе (Гяндже). Спектакли этих театров и кружков были рассчитаны на широкие слои населения, они ставили классическую и современную драматургию, цены на билеты были общедоступными. Некоторые из этих театров работали до 1-й мировой войны (1914). В деятельности нар. театров принимали участие артисты и режиссёры П. Араксян, А. Харазян, В. Тер-Григорян, М. Гаврош, В. Галстян, Д. Гулазян и др.
В 1910-е появились новые актёры, ставшие мастерами сцены — Асмик, И. Алиханян, П. Адамян, О. Гулазян, Кнарик, М. Манвелян, А. Мамиконян, позже — А. Восканян, В. Папазян, О. Зарифян. Новые драматурги — Р. Папазян, Л. Манвелян.
Политическое бесправие, национальный гнет, тормозили развитие национального театра. Отсутствие материальной и организационной поддержки, цензурные притеснения мешали развитию сценического искусства.
Глубочайший кризис пережил театр в годы господства дашнаков (1918—1920).

## Армянский советский театр1920-е-1991г
5 мая 1920 года в освобождённом Баку была создана армянская студия под названием «Восточная театральная студия», во главекоторой встал композитор и театральный деятель А. С. Маилян. Репертуар студийного театра состоял из произведений А. М. Ширванзаде, Г. Ибсена, П. Джакометти.
Через месяц в Баку открылся Армянский государственный театр, первый спектакль которого — «Из-за чести» А. М. Ширванзаде — был показан 20 июня 1920 года.
В течение 1917—1920 годов было создано так много армянских театров (в Москве, Киеве, Харькове, Ростове-на-Дону, Астрахани, Екатеринодаре, Армавире, Пятигорске и других городах Советской России), что Комиссариат национальностей по армянским делам уже не мог обойтись без секции театра, которая и открылась при отделе культурно-просветительской работы.
- 25 января 1922 открылся Первый государственный драматический театр Советской Армении[16].
- В 1940 г. в Ереване построен новый Армянский академический театр оперы и балета им. А. Спендиарова